# Bocq
De Bocq is een rechterbijriviertje van de Maas in de Condroz (provincie Namen). Het ontspringt in het plaatsje Scy op 294 m hoogte en mondt uit in de Maas te Yvoir.
In de waterrijke kalkstenen van het Onder-Carboon werden te Spontin en Sovet in de valleiwand van de Bocq galerijen geboord tussen 1895 en 1899 voor de drinkwatervoorziening van de Brusselse agglomeratie. Dit gebeurde ook in de vallei van de Crupetbeek te Crupet en Durnal (1903-1904). De gemiddelde opbrengst van de circa 50 bronnen bedraagt respectievelijk 30.000 en 12.000 m³ per dag. Een leiding van 80 km lengte voert het water van Spontin naar Brussel.
Spoorlijn 128 van de Belgische spoorwegen verbindt Ciney met Yvoir en volgt de Bocq.